# Kadjoe
Kadjoe is een voormalig toeristisch dorp in het district Brokopondo in Suriname. In de jaren 1960 verdween het door de vorming van het Brokopondostuwmeer.
Bij Kadjoe bevonden zich watervallen of een stroomversnelling. Rond 1876 werd hier aan houtkap gedaan en toen de Lawaspoorweg hier in 1902 gepland werd, werd deze als onontbeerlijk gezien voor de houtkap in het gebied. De aanleg van het tracé bij Kadjoe kwam gereed in mei 1909. Vanaf hier werd het tracé vervolgd met een kabelbaan voor de oversteek over de Surinamerivier naar de Sarakreek.
In 1955 werd Kadjoe bezocht door koningin Juliana en prins Bernard.
Tijdens de aanleg van het Brokopondostuwmeer moesten de inwoners in de jaren 1960-1968 vertrekken omdat hun dorp onder water kwam te staan. De Afobakadam werd uiteindelijk  in oktober 1969 voltooid en de vijf overlaten werden in mei 1972 voor het eerst opengezet om energie op te wekken.